# هنگینگ راک (ویرجینای غربی)
هنگینگ راک (به انگلیسی: Hanging Rock) یک منطقهٔ مسکونی در ایالات متحده آمریکا است که در شهرستان همپشر، ویرجینیای غربی واقع شده‌است.